# Guillaume-Peyrouse
Ne doit pas être confondu avec Guillaumes.
Pour les articles homonymes, voir Guillaume et Peyrouse.
Guillaume-Peyrouse est une ancienne commune française, située dans le département des Hautes-Alpes en région Provence-Alpes-Côte d'Azur.
Elle a fusionné le 1er janvier 1963 avec la commune voisine de Clémence-d'Ambel pour former l'actuelle commune de La Chapelle-en-Valgaudémar.

## Géographie
La commune de Guillaume-Peyrouse partageait avec Clémence-d'Ambel la haute vallée du Valgaudemar. Scindée en deux, elle comprenait un premier territoire, contigu à la commune de Villar-Loubière, autour des Andrieux, incluant les hauteurs de Pétarel, et d'autre part la totalité de la haute vallée en amont du Casset, y compris les vallons du Gioberney, de Vallonpierre et de Chabournéou. Mais le principal village du lieu,  nommé la Chapelle, appartenait à Clémence-d'Ambel, ainsi que la plaine environnante et le vallon affluent de Navette.
L'habitat de Guillaume-Peyrouse était réparti en plusieurs hameaux dont aucun ne portait le nom de la commune : côté aval, les Andrieux, hauts et bas ; côté amont le Casset, le Bourg, le Rif-du-Sap et le Clot, ce dernier abandonné au début du XXe siècle. De plus, quelques maisons s'étaient rapprochées de la Chapelle, et formaient, sur la rive gauche du torrent de Navette, une sorte de faubourg, nommé le (ou les) Chaussedents. Plusieurs de ces hameaux (les Andrieux, le Bourg - comme d'ailleurs la Chapelle) sont situés à l'ubac, sur le versant sud de la vallée, et se trouvent ainsi souvent privés de soleil. Le choix de ces emplacements a été motivé par le souci de se protéger des inondations et des avalanches, par la présence de terres cultivables, et par la nature inhospitalière des versants opposés.
Le chef-lieu de la commune était installée au hameau de le Chaussendent. La commune avait une superficie de 76,78 km2

## Histoire
À sa mort en 1445, Raymond III d'Ambel lègue ses terres en Valgaudemar à ses filles Clémence, Lantelme et Catherine, qui se les partagent. Les terres dévolues à Clémence resteront connues comme « Clémence-d'Ambel ». Celles de Catherine passent à se fille Marguerite, dont le mari Guillaume Pérouse achète les parts de Lantelme, constituant un vaste territoire dès lors dénommé « Guillaume-Pérouse »,,.
Durant l'Ancien Régime, les deux domaines, qui ne disposaient que d'un seul lieu de culte (la Chapelle), formaient une unique paroisse, nommée « la Chapelle en Valgaudemar », relevant du vibailliage de Grenoble. La Révolution en fit cependant deux communes, selon le partage historique des terres. Après avoir été brièvement nommée "Mont-Sira" (ou Cyra), la commune reprit en 1793 le nom de son ancien propriétaire, d'abord orthographié Guillaume Perouse, puis Guillaume-Pérouse , et enfin Guillaume-Peyrouse, son nom définitif.

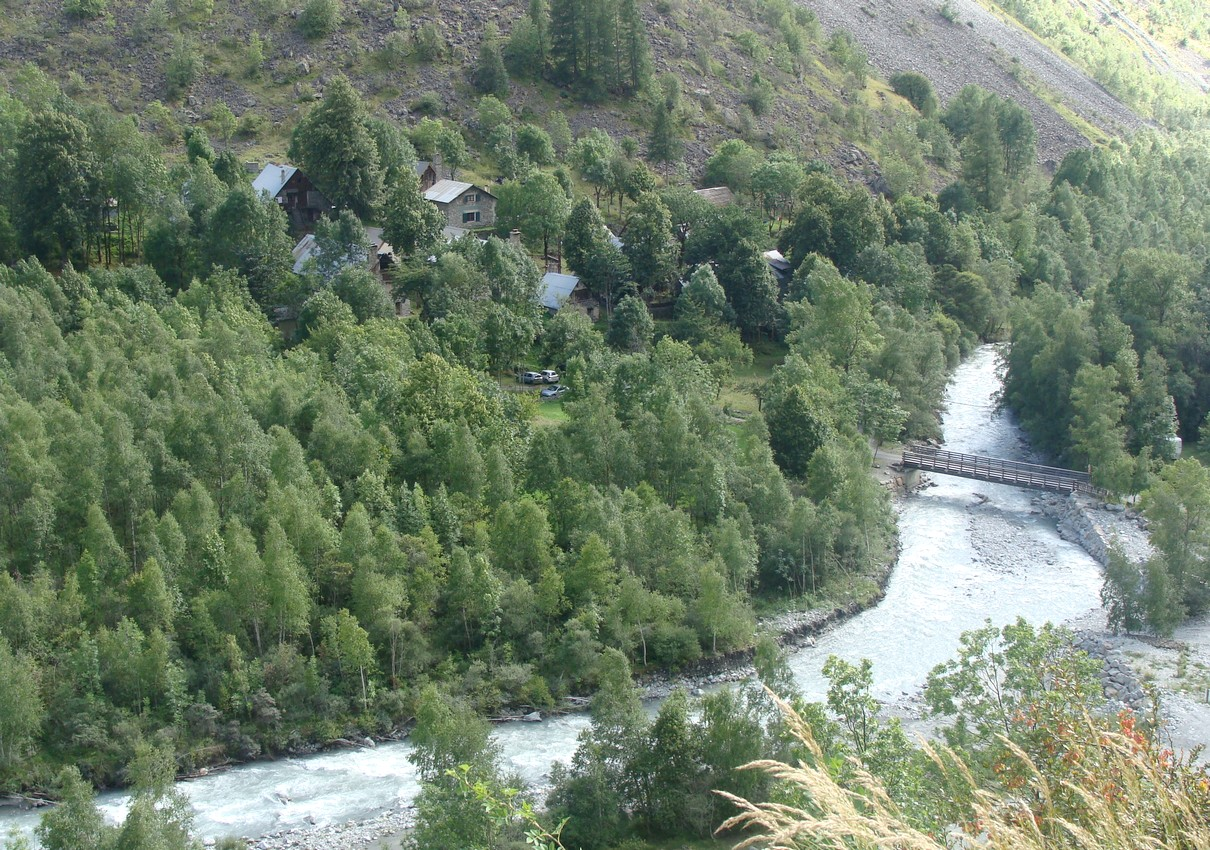
Le hameau du Bourg, installé à l'ubac sur la rive gauche de la Séveraisse.

Les deux domaines étaient imbriqués de manière complexe autour de l'unique chapelle de la haute vallée, et les jalousies étaient vives. Les habitants de Guillaume-Pérouse étaient convaincus que les bonnes terres et les hameaux gardant le soleil en hiver avaient été données « à la fille », tandis que les mauvaises terres et les hameaux perdant le soleil en hiver auraient été données « au garçon », ce qui est sans fondement historique, le partage ayant eu lieu entre filles. D'ailleurs si les Andrieux, par exemple, sont effectivement privés de soleil pendant plusieurs mois l'hiver, l'ensoleillement annuel total y est supérieur à celui des autres hameaux de la vallée . Cet état de fait a néanmoins laissé libre cours à des légendes, dont celle de l'omelette des Andrieux, dont le préfet Ladoucette s'était fait le rapporteur : lors du retour du soleil sur le village au printemps, les habitants des Andrieux auraient eu pour coutume de confectionner une omelette géante et de venir la consommer sur le pont de la Séveraisse,,,.
Jusqu'au milieu du XIXe siècle, la commune abritait environ 500 habitants. À la fin du siècle, ce chiffre était tombé à moins de 400. Ces paysans étaient pauvres, et les inondations faisaient des ravages. À partir de 1900, les services forestiers de l'État avaient mis en place un vaste programme de restauration des terrains en montagne, pour lequel ils acquéraient des terres auprès des agriculteurs. De nombreux habitants se résignèrent alors à vendre leurs terres, ce qui constitua l'amorce de ce qui est devenu le parc national des Écrins.
Cependant, l'intrication des deux communes autour de la Chapelle et l'existence d'une seule mairie rendaient la cohabitation conflictuelle. En 1962, Auguste Guibert, maire de Guillaume-Peyrouse, prit l'initiative de demander la fusion des communes. L'accord s'étant fait, par arrêté préfectoral du 16 juillet 1962, modifié le 8 octobre 1962, Guillaume-Peyrouse absorba Clémence-d'Ambel le 1er janvier 1963, et prit le même jour le nom de La Chapelle-en-Valgaudémar,. La population de la commune passa de ce fait de 115 en 1962 à 208 en 1968, mais continua à décroître jusqu'en 1999.

## Administration
| Période | Période | Identité | Étiquette | Qualité |
| ------- | ------- | -------- | --------- | ------- |
|         |         |          |           |         |

## Démographie
| 1793 | 1800 | 1806 | 1821 | 1831 | 1836 | 1841 | 1846 | 1851 |
| ---- | ---- | ---- | ---- | ---- | ---- | ---- | ---- | ---- |
| 517  | 435  | 505  | 525  | 502  | 510  | 501  | 500  | 443  |

| 1856 | 1861 | 1866 | 1872 | 1876 | 1881 | 1886 | 1891 | 1896 |
| ---- | ---- | ---- | ---- | ---- | ---- | ---- | ---- | ---- |
| 460  | 459  | 437  | 435  | 391  | 407  | 405  | 406  | 415  |

| 1901 | 1906 | 1911 | 1921 | 1926 | 1931 | 1936 | 1946 | 1954 |
| ---- | ---- | ---- | ---- | ---- | ---- | ---- | ---- | ---- |
| 364  | 355  | 355  | 329  | 304  | 247  | 204  | 171  | 133  |

| 1962 | - | - | - | - | - | - | - | - |
| ---- | - | - | - | - | - | - | - | - |
| 115  | - | - | - | - | - | - | - | - |

Histogramme

(élaboration graphique par Wikipédia)

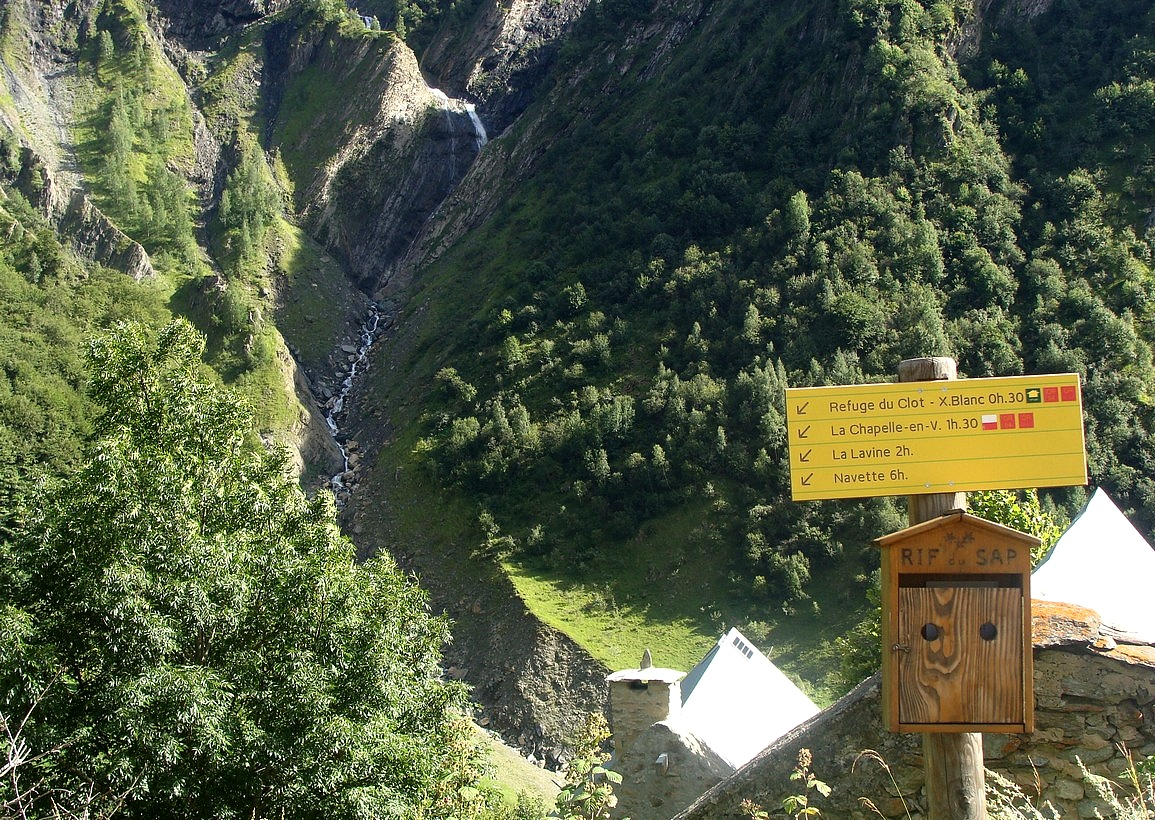
Départ de sentiers au Rif-du-Sap.

## Économie
Du fait de son extension importante en altitude, la commune était principalement vouée à l'élevage, essentiellement ovin. Des troupeaux montaient en estive depuis la Provence. Mais dès la seconde moitié du XIXe siècle d'autres activités se sont développées. Dans le massif de Chauvetane, au-dessus du hameau du Clot, un filon de cuivre argentifère a été exploité par une société franco-anglaise de 1862 à 1870. Le local d'exploitation, abandonné, est devenu le refuge Xavier-Blanc. À partir des années 1840, des alpinistes, dont le savant astronome Victor Puiseux, le capitaine Durant, et plus tard William Auguste Coolidge, ont entrepris de conquérir les sommets entourant le haut de la vallée : le Sirac, les Bans, etc.  L'alpinisme, puis la randonnée en montagne, sont devenus des activités essentielles à la vie et à l'économie de la commune. Plusieurs refuges ont été construits en haute montagne : Chalance, Pigeonnier, Chabournéou, Vallonpierre.  La création du Parc national des Écrins, dont la plus grande partie de la commune appartient à la zone centrale, a confirmé la vocation touristique de la commune.

## Personnalités liées à la commune
- Jean-Léon Beauvois (1943-2020), psychologue français, y est décédé.